# So Wrong, It's Right
So Wrong, It's Right —en español: Tan mal, está bien—es el segundo álbum de estudio de la banda norteamericana de pop punk All Time Low, lanzado a través del sello discográfico Hopeless Records el 25 de septiembre de 2007. La banda lo empezó a grabar el 18 de abril de 2007, con los productores Matt Squire y Paul Leavitt. «Dear Maria, Count Me In» fue lanzado el 3 de julio de 2007 en streaming por www.altpress.com/media, y está disponible en el ejemplar Warped Tour 2007 que solo se puede comprar en la gira de Warped Tour. El 27 de julio de 2007, «Dear Maria, Count Me In» estaba disponible en iTunes. También estuvo para reservar, el 18 de septiembre de 2007. «Six Feet Under the Stars» fue el primer sencillo del álbum, junto con «Dear Maria, Count Me In» que fue el segundo. Este último alcanzó 500 000 copias vendidas en Estados Unidos, y la Recording Industry Association of America (RIAA) lo certificó con un disco de oro. El tercer sencillo fue «Poppin' Champagne», el cual se lanzó el 9 de agosto de 2008 junto con su videoclip. La canción fue renombrada para la versión de sencillo, ya que los miembros de la banda eran menores en ese momento. La edición de lujo fue lanzada el 29 de julio de 2008 en iTunes. Juliet Simms de Automatic Loveletter colaboró en la canción «Remembering Sunday».
En su primera semana, el álbum vendió 14 200 copias. Para el 12 de julio de 2008, el disco había vendido alrededor de 105 000 copias en Estados Unidos. En la parte de atrás del disco, sale una advertencia «las duplicaciones no autorizadas tendrán su casa quemada por la banda». La canción «Come One, Come All» fue usada en un capítulo de la serie juvenil Degrassi: The Next Generation y también en un episodio de la exitosa serie de la ABC Greek. La canción «Dear Maria, Count Me In», se utilizó en los primeros episodios de la última temporada de la serie de animada Stoked.

## Lista de canciones
| N.º   | Título                                      | Duración |  |
| 1.    | «This Is How We Do»                         | 2:29     |  |
| 2.    | «Let It Roll»                               | 3:00     |  |
| 3.    | «Six Feet Under the Stars»                  | 3:36     |  |
| 4.    | «Holly (Would You Turn Me On?)»             | 3:52     |  |
| 5.    | «The Beach»                                 | 3:01     |  |
| 6.    | «Dear Maria, Count Me In»                   | 3:02     |  |
| 7.    | «Shameless»                                 | 3:41     |  |
| 8.    | «Remembering Sunday»                        | 4:16     |  |
| 9.    | «Vegas»                                     | 2:49     |  |
| 10.   | «Stay Awake (Dreams Only Last for a Night)» | 3:34     |  |
| 11.   | «Come One, Come All»                        | 3:32     |  |
| 12.   | «Poppin' Champagne»                         | 3:20     |  |
| 40:12 |                                             |          |  |

| iTunes deluxe edition |                                                        |          |  |
| N.º                   | Título                                                 | Duración |  |
| 13.                   | «Poppin' Champagne» (Video Mix)                        | 3:05     |  |
| 14.                   | «Dear Maria, Count Me In» (Connect Sets Acoustic)      | 3:28     |  |
| 15.                   | «Six Feet Under the Stars» (Acoustic)                  | 3:24     |  |
| 16.                   | «Let It Roll» (Connect Sets Acoustic)                  | 3:25     |  |
| 17.                   | «Stay Awake (Dreams Only Last for a Night)» (Acoustic) | 3:36     |  |
| 18.                   | «Dear Maria, Count Me In» (Music Video)                | 3:10     |  |
| 19.                   | «Six Feet Under the Stars» (Music Video)               | 3:46     |  |

| Japanese bonus tracks |                                                        |          |  |
| N.º                   | Título                                                 | Duración |  |
| 13.                   | «Break Out! Break Out!» (Acoustic)                     | 3:05     |  |
| 14.                   | «Stay Awake (Dreams Only Last for a Night)» (Acoustic) | 3:59     |  |

| Japanese re-release bonus tracks |                                                        |          |  |
| N.º                              | Título                                                 | Duración |  |
| 13.                              | «Six Feet Under the Stars» (Acoustic)                  | 3:24     |  |
| 14.                              | «Dear Maria, Count Me In» (Connect Sets Acoustic)      | 3:28     |  |
| 15.                              | «Stay Awake (Dreams Only Last for a Night)» (Acoustic) | 3:59     |  |

## Posicionamiento
| Listas (2007)         | Posición |
| --------------------- | -------- |
| Digital Albums        | 62       |
| US Billboard 200      | 62       |
| Alternative Albums    | 12       |
| US Independent Albums | 6        |
| US Rock Albums        | 14       |

## Créditos y personal
- Alex Gaskarth: voz, guitarra rítmica.
- Jack Barakat: guitarra líder.
- Zack Merrick: bajo, coro.
- Rian Dawson: batería, percusión.
- Juliet Simms: colabora en "Remembering Sunday"
- Matt Squire: producción, producción de audio.
- Paul Leavitt: producción, producción de audio.